# NG Dev.Team
NG:Dev.Team est une entreprise allemande fondée en 2001 qui exerce son activité dans le domaine du développement et de la commercialisation de jeux vidéo. NG:Dev.Team développe des jeux en 2D avec un gameplay arcade sur des plates-formes anciennes (Neo-Geo ou Dreamcast) mais aussi plus récentes (Switch, PS4),.

## Historique
Le mardi 3 juin 2014, NG:Dev.Team dévoile un nouveau shooter sur Neo-Geo MVS appelé Razion dont la sortie est prévue à l’automne 2014. Alors que l'entreprise avait annoncé vouloir se concentrer sur les plates-formes Nintendo 3DS et Wii U, NG:Dev.Team continue à développer sur Neo-Geo.

## Jeux développés
- Last Hope (Neo-Geo AES, 2006 ;  Neo-Geo CD et Dreamcast, 2007)
- Fast Striker (Neo-Geo MVS / AES et Dreamcast, 2010)
- GunLord (Neo-Geo MVS et Dreamcast, 2012 ; Neo-Geo AES, 2013)
- NEO XYX (Neo-Geo MVS, 2013 ; Dreamcast et Neo-Geo AES, 2014)
- Razion  (Neo-Geo MVS et Neo-Geo AES, 2014)
- Kraut Buster (Neo-Geo MVS et Neo-Geo AES, 2019)